# Chiara Clemenza di Maillé
Chiara Clemenza di Maillé, principessa di Condé (Brézé, 25 febbraio 1628 – Châteauroux, 16 aprile 1694), e duchessa di Fronsac, fu una nobildonna francese, membro della famiglia Brézé e nipote del cardinale Richelieu. Sposò Luigi di Borbone, principe di Condè, detto Le Grand Condé, e fu madre di Enrico Giulio, principe di Condé.

## Biografia
Chiara Clemenza nacque a Brézé nel dipartimento del Maine e Loira in Francia, figlia di Urbano, marchese di Brézé, signore di Milly, signore di Thévalles, Maresciallo di Francia, e di Nicole du Plessis de Richelieu, sorella del cardinale Richelieu. Aveva un fratello minore, Giovanni Armando, che divenne ammiraglio della Marina Reale Francese (La Royale).
All'età di cinque anni, suo zio il Cardinale combinò il suo fidanzamento con il principe francese Luigi di Borbone, che sarebbe diventato il celebre generale le Grand Condé. Con il pretesto di educarla, fu allontanata dalla sua famiglia ed affidata a Mme Boutillier, moglie del surintendant, che le diede una educazione mediocre.
In seguito al raggiungimento della maggiore età a tredici anni, il matrimonio fu concluso a Milly-le-Meugon. Luigi, allora Duca d'Enghien, era appena ventenne ed aveva già avuto diverse amanti. Innamorato a quel tempo di Marthe Poussard (chiamata Mlle du Vigean), protestò invano contro il matrimonio, ma suo padre, il Principe di Condé, lo obbligò a sposare Chiara Clemenza.
Il matrimonio ebbe luogo l'11 febbraio 1641 al Palais-Royal di Parigi.
Poiché aveva sposato un membro della regnante Casata dei Borbone, divenne una Principessa del Sangue ed ebbe l'appellativo di Altezza serenissima. Dopo la morte del padre nel 1646, suo marito divenne Primo Principe del Sangue, che era il più importante rango dopo quello dei membri della famiglia reale.
Sebbene avesse dato a suo marito tre figli, egli affermò che ella commise adulterio con un numero di uomini diversi, in modo da giustificare il suo rinchiudersi a Châteauroux, ma l'accusa fu largamente miscreduta. Saint-Simon, pur ammettendo che era modesta e noiosa, elogiò la sua virtù, la pietà e la mitezza di fronte agli incessanti abusi.
Dopo il disonore, l'arresto e la prigionia del marito, nel gennaio 1650, presso la fortezza di Vincennes, dopo la Fronda, Chiara Clemenza si distinse per il suo comportamento energico e devoto, perseguendo la lotta, educando i suoi amici, guidandoli nel pericolo e sfidando la rabbia del re, gli ordini di Mazzarino e le minacce popolari.
Per raggiungere la fortezza di Montrond il cardinale Mazzarino le aveva organizzato un lungo viaggio da Bordeaux, via Poitou, l'Angiò e la Turenna. Si fermò a Milly-le-Meugon, usando il suo breve soggiorno per reclutare gli amici di suo marito da tutte le parti. Mentre il fedele intendant di Condé, Lenet, arrivò attraverso la Francia e la Spagna, e preparò Montrond per un assedio che avrebbe richiesto all'esercito francese più di un anno per riprendersi, Chiara Clemenza radunò i suoi amici fedeli intorno a sé e diede splendide celebrazioni a Milly-le-Meugon a favore di tutti gli organizzatori della resistenza durante la Fronde. Nonostante i suoi sforzi, però, suo marito rimase imprigionato fino al 7 febbraio 1651.
Nel 1651 Chiara Clemenza fu costretta a sottomettersi al reggente, la regina Anna d'Austria, e al suo ministro Mazzarino.
Raggiunse così il marito nelle Fiandre spagnole con il loro figlio. Tornarono nei favori reali solo nel 1660,  reinstallandosi al castello di Chantilly. Tuttavia, quando scoppiò uno scandalo a causa della sua relazione con un paggio, il principe esiliò sua moglie allo Château Raoul a Châteauroux, dove rimase fino alla sua morte nel 1694. Vide la nascita della sua prima nipote, Maria Teresa di Borbone, Mademoiselle de Bourbon nel 1666, e, nel 1689, della sua prima bisnipote, Maria Anna di Borbone, Mademoiselle de Conti; quest'ultima divenne in seguito Principessa di Condé, il titolo che Chiara Clemenza tenne per qualche tempo.
Chiara Clemenza fu sepolta nella cappella di San Martino, al castello di Châteauroux in Francia.

## Figli
1. Enrico Giulio di Borbone, Duca d'Enghien, Principe di Condé (Parigi, 29 luglio 1643 - Parigi, 1º aprile 1709), sposò Anna Enrichetta di Baviera ed ebbe figli;
2. Luigi di Borbone, Duca di Borbone (Bordeaux, 20 settembre 1652 - Bordeaux, 11 aprile 1653), deceduto infante;
3. un figlio (Bordeaux, 1658), deceduto poco dopo essere nato;
4. una figlia, nota come Mademoiselle de Bourbon (Breda, 1657 - Parigi, 28 settembre 1660), deceduta infante;

## Ritratto nei film
Nel film Vatel del 2000, basato sulla vita dello chef francese del XVII secolo, François Vatel, diretto da Roland Joffé ed interpretato da Gérard Depardieu, Uma Thurman, e Tim Roth, Chiara Clemenza è interpretata da Arielle Dombasle.

## Titoli, appellativi, onorificenze e stemma

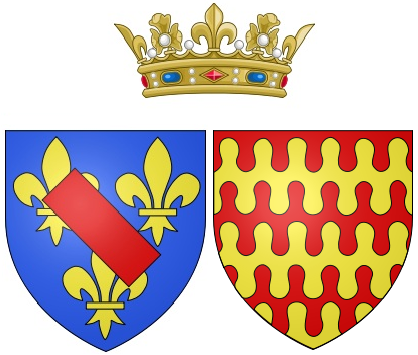
Stemma di la principessa

### Titoli e appellativi
- 25 febbraio 1628 – febbraio 1641 Mademoiselle de Brézé
- febbraio 1641 – 26 dicembre 1646 Sua altezza serenissima la duchessa d'Enghien
- 26 dicembre 1646 – 11 novembre 1686 Sua altezza serenissima, la principessa di Condé
- 11 novembre 1686 – 16 aprile 1694 Sua altezza serenissima, la principessa Vedova di Condé